# Abschied vom Meer (Lied)
Abschied vom Meer ist ein deutschsprachiger Schlager aus der Feder von Lotar Olias und Walter Rothenburg, das 1965 von Freddy Quinn und Heinz Alisch mit dessen Orchester interpretierte.

## Inhalt
Freddy Quinn singt von einem Seemann, der sich vom Meer verabschiedet – Abschied von Wolken, Winden, Sternen, Ländern, Masten, Glück, „Flaggen hoch im Wind“ und „Kameraden die unvergessen sind“. Dieser Abschied „fällt den Seemann so schwer“.

## Schallplattenhülle
Auf der Schallplattenhülle der Freddy-Quinn-Veröffentlichung ist ein nachdenklich wirkender Freddy Quinn, der einen blauen Rollkragenpullover und darüber eine außen schwarze und innen rote Jacke mit Reißverschluss trägt. Am oberen Ende der Hülle ist in Großschreibung mit großem Schriftgrad und blauen Schriftzeichen „Freddy“ zu lesen. Der EP-Titel steht in weißer Schriftzeichen am unteren Ende, über dem Bild von Freddy Quinn. Links vom Bild ist der Titel So schnell sieht ein Seemann nicht black in schwarzen Schriftzeichen aufgeschrieben. Die Schallplattenhülle wurde ebenfalls für das Extended-Play-Album gleichen Titels verwendet.

## Veröffentlichung
Abschied vom Meer wurde als Single im Musiklabel Polydor (Nummer: 52 581) im Jahr 1965 veröffentlicht. Auf der B-Seite der Single befindet sich das Lied So schnell sieht ein Seemann nicht black. Das an der Veröffentlichung beteiligte Tonträgerunternehmen war die Deutsche Grammophon GmbH, die Veröffentlichung geschah durch Esplanade. Das Mastering und die Pressung geschah durch die Deutsche Grammophon Gesellschaft Pressing Plant. Am 1. Dezember 1965 kam die Single in die deutschen Charts, wo sie 14 Wochen blieb und bis auf Platz fünf kam.
Polydor veröffentlichte die Single unter derselben Nummer in der Schweiz, wobei der Schweizer Veröffentlichung die Pressung durch Turicaphon AG geschah. Ebenfalls unter derselben Nummer wurde die Single im Königreich der Niederlande veröffentlicht.
Freddy Quinn nahm 1966 ein Extended-Play-Album gleichen Titels auf, das von International Polydor Production in Frankreich veröffentlicht wurde und außer den beiden Liedern der Single noch Adios Mexico und 5000 Meilen von zu Haus’ enthielt. 1967 war das Lied Teil von Quinns Extended-Play-Album Hundert Mann und ein Befehl / Abschied vom Meer / Junge, komm bald wieder / La Paloma, das in Australien erschien.
1965 war das Lied Teil von Freddy Quinns elftem Studioalbum, das unter dem Titel Von Kontinent zu Kontinent veröffentlicht wurde. Dieses Album erreichte den neunten Platz in den deutschen Albumcharts.

## Coverversionen
Folgende Coverversionen sind bekannt:
- Werner Schmah, 1965
- Wolfgang Kubach & Orchester Bert Landers, 1965
- Jonny Hill, 1966. Hills Version war Teil des Extended-Play-Albums Get Off Of My Cloud / Und Dann… / Abschied Vom Meer / Golden Midnight-Sun. Get Off of My Cloud wurde von The Blue Cats gesungen, Und dann… von Cliff Gerhard und dem Orchestra Benny Sky und Golden Midnight-Sun von Harry Rodgers und dem Orchester Tom Savitt.[9]
- Tommy Anders, 1966
- Udo Spitz, 1966. Spitz veröffentlichte das Lied im Label Tempo. Auf der B-Seite befand sich das Lied Und dann…, das von Teddy Parker unter seinem Pseudonym Bobby Stern gesungen wurde und eine deutsche Coverversion von Russ Saintys And Then war.[10][11][12] Spitz’ Version war Teil des Extended-Play-Albums Abschied Vom Meer / Silver Dollars / Und Dann… / Winter In Canada, das ebenfalls im Label Tempo erschien. Zusätzlich zu Spitz und Parker (Stern) war noch Charlotte Marian mit dem Lied Winter in Canada vertreten.[13]
- Shanty-Chor Rüsselsheim, 2010

## Charts und Chartplatzierungen
| ChartsChartplatzierungen | Höchstplatzierung | Wochen |
| ------------------------ | ----------------- | ------ |
| Deutschland (GfK)        | 5 (14 Wo.)        | 14     |
| Österreich (Ö3)          | 8 (4 Wo.)         | 4      |